# Quận Lincoln, Colorado
Quận Lincoln là một quận thuộc tiểu bang Colorado, Hoa Kỳ.
Quận này được đặt tên theo Abraham Lincoln. Theo điều tra dân số của Cục điều tra dân số Hoa Kỳ năm 2010, quận có dân số 2467 người. Quận lỵ đóng ở Hugo.

## Địa lý
Theo Cục điều tra dân số Hoa Kỳ, quận có diện tích 6700 km2, trong đó có 23 km2 là diện tích mặt nước.